# Джонсон, Тамара
Тама́ра Джо́нсон (англ. Tamara Johnson) — американский композитор. На её счету больше 260-ти работ в фильмах и телепроектах, включая сериалы «АйКарли», «Дрейк и Джош» и «Няня». Номинантка на Прайм-таймовую премию «Эмми» (1995).

## Избранная фильмография
- 1981-1984 — «Однажды за один раз» / One Day at a Time
- 1982 — «Джефферсоны» / The Jeffersons
- 1984 — «Чарльз в ответе» / Charles in Charge
- 1984-1988 — «Кто здесь босс?» / Who's the Boss?
- 1986-1987 — «227» / 227
- 1987 — «Женаты... с детьми» / Married... with Children
- 1988 — «По ту сторону завтрашнего дня» / Beyond Tomorrow
- 1991-1992 — «Сайнфелд» / Seinfeld
- 1992 — «Прячься, бабушка! Мы едем» / To Grandmother's House We Go
- 1993 — «Розанна» / Roseanne
- 1993-1999 — «Няня» / The Nanny
- 1994 — «Дела семейные» / Family Matters
- 1994-1995 — «Американская девушка» / All-American Girl
- 1995-1996 — «Дневники Красной Туфельки» / Red Shoe Diaries
- 1995-1997 — «Мерфи Браун» / Murphy Brown
- 1996 — «Третья планета от Солнца» / 3rd Rock from the Sun
- 1996 — «Прикосновение ангела» / Touched by an Angel
- 1997-2002 — «Дарма и Грег» / Dharma & Greg
- 1999-2004 — «Паркеры» / The Parkers
- 2000-2005 — «Всякая всячина» / All That
- 2002-2007 — «Риба» / Reba
- 2003 — «Два с половиной человека» / Two and a Half Men
- 2004-2007 — «Дрейк и Джош» / Drake & Josh
- 2005 — «Возвращение» / The Comeback
- 2005 — «Как я встретил вашу маму» / How I Met Your Mother
- 2005-2008 — «Зоуи 101» / Zoey 101
- 2006 — «Дрейк и Джош в Голливуде» / Drake & Josh Go Hollywood
- 2006 — «Хэмми: История с бумерангом» / Hammy's Boomerang Adventure
- 2007 — «Шрек мороз, зелёный нос» / Shrek the Halls
- 2007-2009 — «АйКарли» / iCarly
- 2008 — «Удушье» / Choke
- 2008 — «ICarly: Летим в Японию» / iGo to Japan
- 2008 — «Счастливого Рождества, Дрейк и Джош» / Merry Christmas, Drake & Josh
- 2009-2010 — «Давай ещё, Тед» / Better Off Ted
- 2009-2012 — «Американская семейка» / Modern Family
- 2010 — «Договор на беременность» / The Pregnancy Pact
- 2010 — «Бизнес ради любви» / Beauty & the Briefcase
- 2010 — «Месть подружек невесты» / Revenge of the Bridesmaids
- 2010 — «Пухлики» / Huge
- 2010-2015 — «Мелисса и Джоуи» / Melissa & Joey
- 2011 — «Клин клином» / Innocent
- 2012 — «Смэш» / Smash
- 2012-2013 — «Не верь с*** из квартиры 23» / Don't Trust the B---- in Apartment 23
- 2012-2013 — «Папочка» /Baby Daddy
- 2012-2014 — «Крэш и Бернштейн» / Crash & Bernstein
- 2014 — «В браке» / Married
- 2014 — «Таинственные девушки» / Mystery Girls
- 2014-2015 — «Молодые и голодные» / Young & Hungry
- 2014-2016 — «Никки, Рикки, Дикки и Дон» / Nicky, Ricky, Dicky & Dawn
- 2014-2016 — «Истории Райли» / Girl Meets World
- 2015 — «Одно большое счастье» / One Big Happy
- 2016-2017 — «Пейдж и Фрэнки» / Bizaardvark
- 2017 — «Однажды за один раз» / One Day at a Time